# فیوترونو، شیلی
فیوترونو، شیلی (به اسپانیایی: Futrono) یک سکونتگاه مسکونی در شیلی است که در رانکو واقع شده‌است.

## خصوصیات
فیوترونو ۲٬۱۲۰٫۶ کیلومترمربع مساحت و ۱۳٬۷۳۶ نفر جمعیت دارد و ۶۷ متر بالاتر از سطح دریا واقع شده‌است.